# Rui Díaz de Rojas y Manzanedo
Ruy Díaz de Rojas y Manzanedo (m. 1318) fue un noble castellano, señor de la Bellota y alguacil mayor de Sevilla (1310-1318).
Fue hijo de Rui Díaz de Rojas (hijo de Rodrigo Díaz de Rojas, señor de Rojas, y de María López de Sánsoles, hermana de Diego López de Sánsoles, maestre de la Orden de Calatrava) y de María de Manzanedo, hija de Gonzalo Gómez de Manzanedo, ricohombre de Castilla, y de Sancha de Guzmán.
Contrajo matrimonio con Elvira Pérez de Biedma, hermana de Rui Pérez de Biedma, señor de Biedma y merino mayor de León, y fueron padres de Rui y Aldonza Díaz de Rojas.